# فیلودندرون بالارونده
 فیلودندرون بالا رونده(نام علمی: Philodendron erubescens) نام یک گونه از تیره گل‌شیپوریان است.